# 北京知识产权法院
北京知识产权法院（英語：Beijing Intellectual Property Court），是北京市的一家知识产权专门人民法院。

## 沿革
2014年8月31日，第十二届全国人大常委会第十次会议表决通过《全国人民代表大会常务委员会关于在北京、上海、广州设立知识产权法院的决定》。2014年10月31日，最高人民法院公布《最高人民法院关于北京、上海、广州知识产权法院案件管辖的规定》（法释〔2014〕12号），自2014年11月3日起实施，其中明确了将成立的这三家知识产权法院的案件管辖。2014年11月6日，北京知识产权法院揭牌，开始履行法定职责，这是中华人民共和国第一家知识产权法院，也是中国内地历史上首家知识产权法院。

## 管辖
北京知识产权法院集中管辖原来由北京市各中级人民法院管辖的知识产权民事和行政案件，以审理知识产权行政案件为主，兼顾知识产权民事案件。该法院既是一审法院又是二审法院，既是初审法院又是上诉法院。
根据《最高人民法院关于北京、上海、广州知识产权法院案件管辖的规定》，北京知识产权法院的管辖范围如下：
第一条　知识产权法院管辖所在市辖区内的下列第一审案件：
（一）专利、植物新品种、集成电路布图设计、技术秘密、计算机软件民事和行政案件；
（二）对国务院部门或者县级以上地方人民政府所作的涉及著作权、商标、不正当竞争等行政行为提起诉讼的行政案件；
（三）涉及驰名商标认定的民事案件。
第三条　北京市、上海市各中级人民法院和广州市中级人民法院不再受理知识产权民事和行政案件。
广东省其他中级人民法院不再受理本规定第一条第（一）项和第（三）项规定的案件。
北京市、上海市、广东省各基层人民法院不再受理本规定第一条第（一）项和第（三）项规定的案件。
第四条　案件标的既包含本规定第一条第（一）项和第（三）项规定的内容，又包含其他内容的，按本规定第一条和第二条的规定确定管辖。
第五条　下列第一审行政案件由北京知识产权法院管辖：
（一）不服国务院部门作出的有关专利、商标、植物新品种、集成电路布图设计等知识产权的授权确权裁定或者决定的；
（二）不服国务院部门作出的有关专利、植物新品种、集成电路布图设计的强制许可决定以及强制许可使用费或者报酬的裁决的；
（三）不服国务院部门作出的涉及知识产权授权确权的其他行政行为的。
第六条　当事人对知识产权法院所在市的基层人民法院作出的第一审著作权、商标、技术合同、不正当竞争等知识产权民事和行政判决、裁定提起的上诉案件，由知识产权法院审理。
第七条　当事人对知识产权法院作出的第一审判决、裁定提起的上诉案件和依法申请上一级法院复议的案件，由知识产权法院所在地的高级人民法院知识产权审判庭审理。
第八条　知识产权法院所在省（直辖市）的基层人民法院在知识产权法院成立前已经受理但尚未审结的本规定第一条第（一）项和第（三）项规定的案件，由该基层人民法院继续审理。

## 历任院长
1. 宿迟（2014年11月2日－2017年12月）[5]
2. 王金山（2017年12月－2021年3月）
3. 靳学军（2021年3月12日－）

## 知名法官
宋鱼水，副院长兼政治部主任，全国妇联兼职副主席